# Benjamin Isaac
Benjamin Henri Isaac (Ben Isaac; hebreo: בנימין איזק; nacido en Ginebra el 10 de mayo de 1945) es un historiador israelí, profesor emérito Fred and Helen Lessing de Historia Antigua en la Universidad de Tel Aviv. Es miembro de la Academia de Ciencias y Humanidades de Israel y de la Sociedad Filosófica Estadounidense.

## Biografía
Isaac nació en Ginebra (Suiza), donde sus padres se establecieron en 1942 después de huir de los Países Bajos durante la Segunda Guerra Mundial. Creció en Ámsterdam y estudió clásicos, historia antigua y arqueología en la Universidad de Ámsterdam. En 1972, se mudó a Israel y comenzó a enseñar en la Universidad de Tel Aviv. En 1980, recibió su doctorado (summa cum laude) por una tesis sobre los asentamientos griegos en Tracia hasta la conquista de Macedonia. Ha sido visitante en el Instituto de Estudios Avanzados, Princeton, NJ (dos veces), All Souls College, Oxford, Dumbarton Oaks en Washington D. C., Churchill College Cambridge, el Centro Nacional de Humanidades, Carolina del Norte, la Universidad de Harvard y el Collège de Francia.
La investigación de Isaac cubre el período desde el siglo VI a. C. hasta el siglo VII d. C. Trata de la historia griega y romana y de la historia judía desde el siglo II a. C. en adelante.
Su trabajo sobre el ejército imperial romano y el imperialismo, The Limits of Empire: the Roman Army in the East (Oxford University Press, segunda edición revisada, 1992), rastrea varias funciones del ejército provincial. Se suponía comúnmente que la función principal del ejército romano era la defensa de las provincias fronterizas contra enemigos extranjeros. Isaac argumenta que tenía dos tareas diferentes, funciones de policía interna y preparación para una mayor expansión. Roma tenía una ideología de ofensiva y expansión más que de preservación del statu quo y defensa. A este respecto, Isaac ha argumentado que el concepto de frontera imperial era irrelevante en términos romanos. El Imperio no era un concepto territorial, sino que expresaba dominio sobre pueblos y ciudades. Otro tema de este libro es la cuestión de si Roma tenía una “Gran estrategia” como se había argumentado. Isaac ha demostrado que esto refleja un concepto moderno que no podría aplicarse a la realidad antigua.
Su libro sobre las raíces ideológicas del racismo (The Invention of Racism in Classical Antiquity, Princeton University Press, 2004) sostiene que el racismo debe distinguirse de otras formas de prejuicio y estereotipos. Es una racionalización y sistematización de los prejuicios encontrados por primera vez en el siglo V a. C. en Grecia como resultado del desarrollo del pensamiento abstracto en la filosofía y la ciencia médica contemporáneas. El concepto de determinismo medioambiental se desarrolló en este momento y ha sido aceptado como válido hasta hace muy poco tiempo. Asume que la geografía, el clima y otras realidades externas imponen cualidades definidas e inmutables, físicas y mentales, a grupos enteros de personas. Como tal, precedió al darwinismo social como un intento de racionalizar el prejuicio grupal. También jugó un papel en la ideología imperialista porque se utilizó para distinguir entre pueblos superiores e inferiores. Estos conceptos fueron retomados por autores romanos y por quienes, en épocas posteriores, los utilizaron con fines similares o afines. Así, Isaac argumenta que la historia y el desarrollo del racismo como ideología tiene raíces que se remontan a la antigüedad greco-romana.
En 2021 se publicó un libro en su honor: J. Price, M. Finkelberg, Y. Shahar (eds.), Rome: an Empire of Many Nations, New Perspectives on Ethnic Diversity and Cultural Identity (Cambridge University Press, 2021 ).